# Lijst van onderscheidingen van koning Boudewijn van België
De Belgische koning Boudewijn werd al vóór, maar vooral tijdens zijn regeringsperiode door de regeringen van talloze staten onderscheiden. Het protocol schrijft voor dat een staatshoofd, zeker een koning, dan de hoogste beschikbare onderscheiding ontvangt.
Al op zijn achttiende verjaardag ontving Boudewijn, zoals voor prinsen gebruikelijk, het Grootlint van de Leopoldsorde. Als jongen van 12 was hij ook al gedecoreerd met het Grootkruis van de Orde van de Nederlandse Leeuw.
De katholieke en zeer vrome Boudewijn was onderscheiden met een paar bijzondere onderscheidingen die met dat geloof samenhangen;
- Baljuw Grootkruis van Eer en Devotie Soevereine en Militaire Orde van Malta
- De Ordeketen van de Ridderorde van het Heilig Graf van Jeruzalem
- De Ordeketen van de Opperste Orde van Christus van het Vaticaan
- De Ordeketen van de Orde van de Allerheiligste Boodschap aan Maria van het huis Savoye

Als Koning der Belgen was hij ambtshalve
- België: Grootmeester van de Leopoldsorde
- België: Grootmeester van de Orde van de Afrikaanse Ster

## Europese onderscheidingen

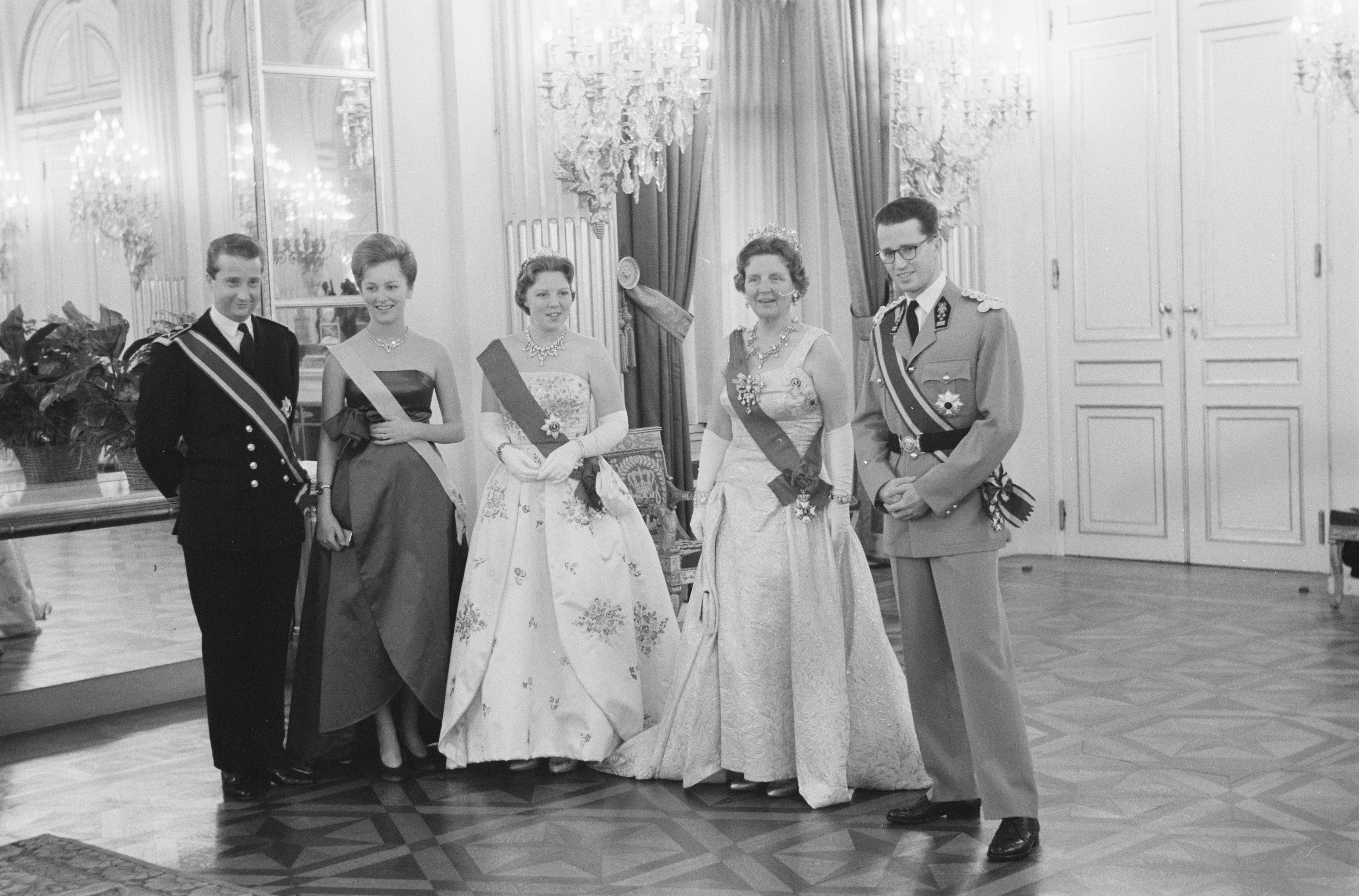
Koning Boudewijn met zijn Grootkruis in de Orde van de Nederlandse Leeuw

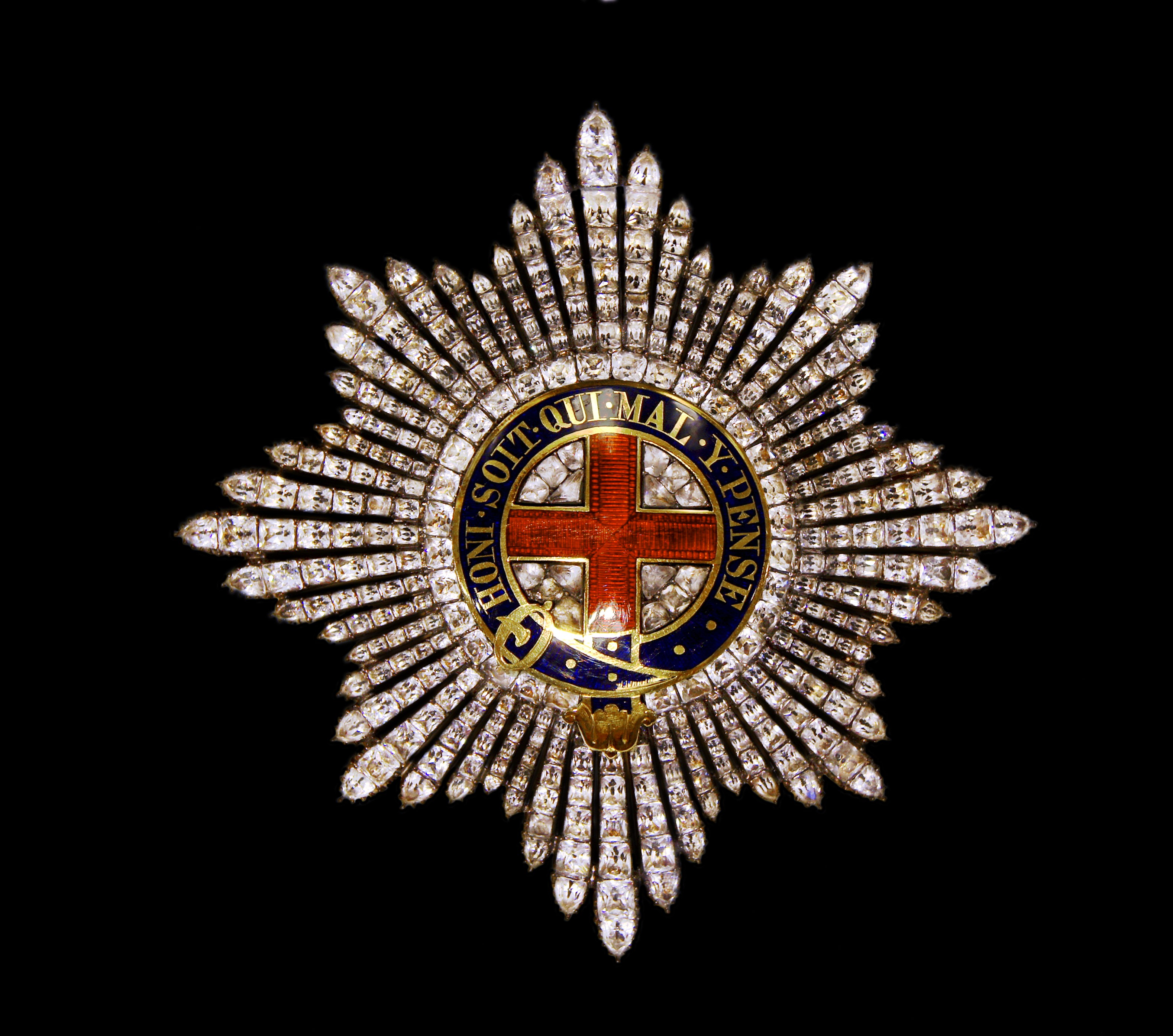
Ster van de Orde van de Kousenband

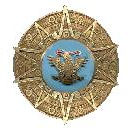
Orde van de Azteekse Adelaar

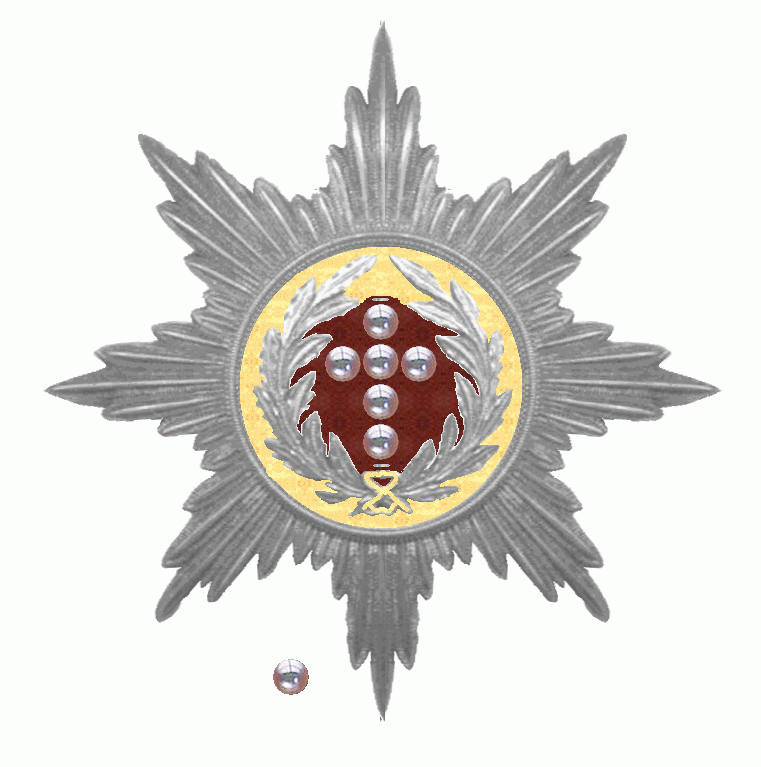
De Orde van de Olifant

- Duitsland: Orde van Verdienste van Beieren van de bondsstaat Beieren
- Duitsland: Ereteken van de Bijzondere Klasse van het Grootkruis in de Orde van Verdienste van de Bondsrepubliek Duitsland
- Denemarken: Ridder in de Orde van de Olifant
- Frankrijk: Grootkruis in het Legioen van Eer
- Verenigd Koninkrijk: Ridder in de Orde van de Kousenband
- Italië: Ordeketen van de Orde voor Verdienste van de Republiek Italië
- Monaco: Grootkruis Orde van de Heilige Karel
- Luxemburg: Ridder in de Orde van de Gouden Leeuw van Nassau van Luxemburg, door groothertog Jan
- Finland: Ordeketen van de Witte Roos
- Griekenland: Grootkruis in de Orde van de Verlosser
- Noorwegen: Ordeketen van de St. Olavs Orde
- Nederland: Grootkruis in de Orde van de Nederlandse Leeuw
- Oostenrijk: Grootkruis van de Ereteken van Verdienste voor de Republiek Oostenrijk
- Portugal: Ordeketen van de Orde van de Infant Dom Henrique
- Portugal: Grootkruis van de Avizorde
- Portugal: Grootkruis in de Sint-Jacobsorde
- Portugal: Grootkruis in de Christus- orde.
- Spanje: Ridder in de Spaanse afdeling van de Orde van het Gulden Vlies
- Spanje: Ordeketen in de Orde van Karel III
- Spanje: Grote Ordeketen van de Orde van Isabella de Katholieke van Spanje
- Roemenië: Eerste Klasse in de Orde van de Ster van de Socialistische Republiek Roemenië
- Zweden: Ridder in de Serafijnenorde van Zweden
- IJsland: Grootkruis Orde van de Valk van IJsland
- San Marino: Grootkruis in de Orde van Sint-Marinus van San Marino
- Het Ereteken van de Orde van de Grote Joegoslavische Ster van Joegoslavië

## Latijns Amerikaanse onderscheidingen
- Argentinië: Ordeketen van de Orde van de Bevrijder San Martin van Argentinië
- Brazilië: Grootkruis in de Orde van het Zuiderkruis van Brazilië
- Chili: Ordeketen van de Orde van Verdienste (Chili)
- Colombia: Buitengewoon Grootkruis in de Orde van Boyacá van Colombia
- Mexico: Ordeketen van de Orde van de Azteekse Adelaar
- Nicaragua: Grootkruis in de Orde van Ruben Dario van Nicaragua
- Peru: Grootkruis met briljanten in de Orde van de Zon van Peru
- Venezuela: Ordeketen van de Simon Bolivar Orde van Venezuela

## Afrikaanse onderscheidingen
- Marokko: Grootkruis in de Ouissam el Arch Orde
- Burundi: Grootkruis in de Karyenda Orde
- Kameroen: Grootkruis in de Orde van Verdienste (Kameroen)
- Rwanda: Grootkruis Nationale Orde van Rwanda
- Tunesië: Grootkruis in de Orde van de Onafhankelijkheid van Tunesië
- Centraal-Afrikaanse Republiek: Grootkruis in de Orde van Verdienste van de Centraal-Afrikaanse Republiek
- Comoren: Grootkruis in de Orde van de Groene Halve Maan van de Comoren
- Ethiopië: Ordeketen van de Orde van het Zegel van Salomo van Ethiopië
- Gabon: Grootkruis in de Orde van de Equatoriale Ster van Gabon
- Ivoorkust: Grootkruis in de Nationale Orde van Ivoorkust
- Senegal: Grootkruis in de Nationale Orde van Senegal
- De Eremedaille van de Democratische Republiek Soedan
- Het Grootkruis in de Orde van de Luipaard van Zaïre
- Het Grootkruis in de Nationale Orde van Opper-Volta

## Aziatische onderscheidingen
- Indonesië: Ereteken van de Adipurna Orde
- Japan: Ordeketen van de Opperste Chrysanthemumorde
- Cambodja: Grootkruis in de Koninklijke Orde van Cambodja
- Iran: Ordeketen van de Orde van Pahlavi van Iran
- Zuid-Korea: Grootkruis in de Grote Orde van de Hibiscus van (Zuid) Korea
- Libanon: Buitengewone Graad met Grootkruis in de Orde voor Verdienste
- LBR: Grootkruis in de Zeer Eerbiedwaardige Orde van de Pioniers van Liberia
- Saoedi-Arabië: Ordeketen van de Orde van Koning Abdul Aziz van Saoedi-Arabië
- Thailand: Ridder-Grootkruis in de Orde van het Koninklijk Huis van Chakri

Koning Boudewijn ontving ook diverse erekruizen, herinneringsmedailles en medailles.